# Кударі
Кударі́ —  село в Україні, в Охтирському районі Сумської області. Населення становить 18 осіб. Входить до складу Комишанської сільської громади.

## Географія
Село Кударі знаходиться між річками Ташань і Грунь (5-6 км). На відстані 1 км розташоване село Мала Павлівка. Навколо села багато нафтових свердловин Качанівського нафтового родовища. Примикає до Качанівського газопереробного заводу. Поруч проходить автомобільна дорога Т 1705.

## Історія
12 червня 2020 року, відповідно до розпорядження Кабінету Міністрів України № 723-р «Про визначення адміністративних центрів та затвердження територій територіальних громад Сумської області», село увійшло до складу Комишанської сільської громади.
19 липня 2020 року, в результаті адміністративно-територіальної реформи та ліквідації Охтирського району(1923-2020), село увійшло до складу новоутвореного Охтирського району.

## Культура
Традиція приготування сушки з фруктів у селах Охтирщини є об'єктом нематеріальної культурної спадщини України.